# Kerstin Szymkowiak
Kerstin Szymkowiak (n. 19 decembrie 1977, Siegen, RFG) este o sportivă ce a reprezentat Germania, medaliată olimpică. A participat la o ediție a Jocurilor Olimpice (2010) în care a câștigat o medalie de argint.

## Participări
Lista de mai jos prezintă principalele competiții la care a participat Kerstin Szymkowiak de-a lungul carierei.
- skeleton at the 2010 Winter Olympics – women's[*]